# Karsten Bindrich
Karsten Bindrich (* 15. April 1973 in Lutherstadt Wittenberg) ist ein ehemaliger deutscher Sportschütze. Der Spezialist im Trap wurde 2003 Weltmeister.

## Leben und Karriere
Seine Karriere begann er noch in der ehemaligen DDR als er 1988 für Dynamo Pretzsch als Junior bei den DDR-Meisterschaften antrat und Gold holte. Ein Jahr später konnte er das wiederholen. Nach der Wiedervereinigung Deutschlands und die Aufnahme in den Juniorenkader des Deutschen Schützenbundes konnte er seine Leistung bei den Deutschen Meisterschaften in der Juniorenklasse und ab 1994 in der Herrenklasse (damals noch Schützenklasse) weiter behaupten.
Bereits bei seinem ersten Einsätzen im Juniorenbereich bei Welt- und Europameisterschaften erhielt er 1991 bei der WM in Perth die Bronzemedaille und wurde bei der EM in Bologna Vierter. 1992 bei der EM in Istanbul und 1993 in Brünn wurde er Vizeeuropameister in den Disziplinen Doppeltrap und Trap. Mit der Trap-Junioren-Mannschaft, zu der neben ihm noch Thomas Franz und Phillip Lichtenfels gehörte, wurden sie 1992 ebenfalls Vizeeuropameister und 1993 in der Zusammensetzung Karsten Bindrich, Thomas Franz und Alexander Franz erhielten sie die Bronzemedaille.
Nach seiner Juniorenzeit folgten viele erfolgreiche Jahre, er gehörte von 1991 durchgehend bis zu seinem Rücktritt 2016 dem DSB-Kader an. Seine letzten großen Wettkämpfe als Kaderschütze waren eine Bronzemedaille bei der EM in Lonato und die Militär-Weltmeisterschaften 2016 in Doha, wo er seine Karriere mit dem Militär-Weltmeister-Titel beendete. Er wurde zweimal Weltmeister, dreimal Europameister und 17 Mal Deutscher Meister und nahm an vier Olympischen Sommerspielen teil.
Der gelernte Schreiner war Sportsoldat und ist heute Bundesassistenztrainer Trap beim Deutschen Schützenbund.

## Internationale Erfolge
Olympische Spiele
- Atlanta 1996 – Trap: In der Qualifikation traf er 121 von 125 Scheiben und belegte Platz 9.
- Atlanta 1996 – Doppeltrap: In der Qualifikation traf er 133 von 150 Scheiben und belegte Platz 15 von insgesamt 35 Startern.
- Athen 2004 – Trap: In der Qualifikation traf er 117 von 125 Scheiben und belegte Platz 14.
- Peking 2008 – Trap: In der Qualifikation traf er 119 von 125 Scheiben und verpasste knapp das Finale der besten sechs Schützen und belegte Platz 7.
- London 2012 – Trap: In der Qualifikation traf er 121 von 125 Scheiben und belegte Platz 11.

Weitere Erfolge bei Weltmeisterschaften (WCH), Europameisterschaften (ECH), Weltcups (WC) und den Deutschen Meisterschaften (DM) rechts in der Infobox.